# 卡斯特尔夫洛里特
卡斯特尔夫洛里特，是西班牙阿拉贡自治区韦斯卡省的一个市镇。总面积35平方公里，总人口137人（2001年），人口密度4人/平方公里。